# Zweribachwerk
Das Zweribachwerk oder Zweribach-Kraftwerk war eine vollautomatische Hochdruck-Wasserkraftanlage im Mittleren Schwarzwald. Das Maschinenhaus liegt am Mittellauf der Wilden Gutach im Simonswälder Tal.

## Geschichte
Das Pumpspeicherkraftwerk wurde, als eines der ersten seiner Art in Deutschland, 1923/24 vom Ingenieurbüro Ludin aus Karlsruhe errichtet. Die lange gefassten Pläne hierzu stammten vom Architekten Hermann Alker. Auftraggeber war das Unternehmen Gütermann, das es für sein Textilwerk erbauen ließ.
Das Oberbecken (Ganzjahresbecken) ist der kleine Stausee Plattensee in ca. 950 m ü. NN an einer Engstelle (Klause). Sein Einzugsgebiet umfasst ca. 2,35 km² Fläche auf dem Hochplateau Platte des Kandelmassives in Höhen bis ca. 1200 m ü. NN. Deshalb sind die Jahresniederschläge hier beträchtlich, mindestens 1800 mm. Mit Hilfe des Retentionsvolumens des Obersees (10.200 m³) sowie von Bachzuleitungen hat das Kraftwerk ganzjährig 112 l/s Nutzwasser, bei einem effektiven Nutzgefälle (also abzüglich von Leitungsverlusten) von 462 m. Messungen zufolge beträgt der durchschnittliche Gesamtabfluss sogar 173 l/s, soviel leitet man aber mit Rücksicht auf den Gewässerschutz nicht ab, da dem Zweribach unterhalb Restwasser bleiben soll. Die Länge der Rohrleitungen beträgt 2255 Meter, wovon 900 Meter am Hang verlaufen, die verbleibenden 1355 Meter sind eine unterirdische Fallrohrleitung, an deren unterem Ende der Druck fast 50 bar erreicht.
Ein Unterbecken gibt es nicht, der Auslauf fließt in die Wilde Gutach. Die Anlage wurde zwar auch für Pumpspeicherbetrieb ausgelegt, doch stellte sich heraus, dass der Zufluss – damals lagen wohl noch keine exakten Messergebnisse vor – zunächst zu konservativ eingeschätzt worden war und der im Betrieb erreichte Wert deutlich günstiger war. Der Pumpbetrieb in Höhe der halben Kraftwerksleistung mittels einer 750 kW-Pumpe der Firma Escher Wyss aus Ravensburg wurde nach kurzer Zeit eingestellt und die zugehörige Technik bei einer Revision ausgebaut. Zwei Pelton-Turbinen der Firma Voith aus Heidenheim mit einer Gesamtleistung von 1120 Kilowatt waren seit 1925 in Betrieb. Die Stromerzeugung lag im Jahresdurchschnitt bei 3,7 Millionen Kilowattstunden, bei stärkeren Niederschlägen erreichte sie bis zu 4,8 Mio. kWh/Jahr. Dies entspricht der Versorgung von ca. 3270 Haushalten / Jahr. Zum Vergleich: Das 2024 neuerstellte 229 m hohe Windrad auf der Holzschlägermatte am Schauinsland kann mit Wind/Jahr die etwa gleiche Menge für 3000 Haushalte erzeugen.
Seit Herbst 2020 ist das Kraftwerk trotz Funktionsfähigkeit abgestellt, da die fällige Erneuerung des Wasserrechts an den behördlichen Auflagen scheiterte.

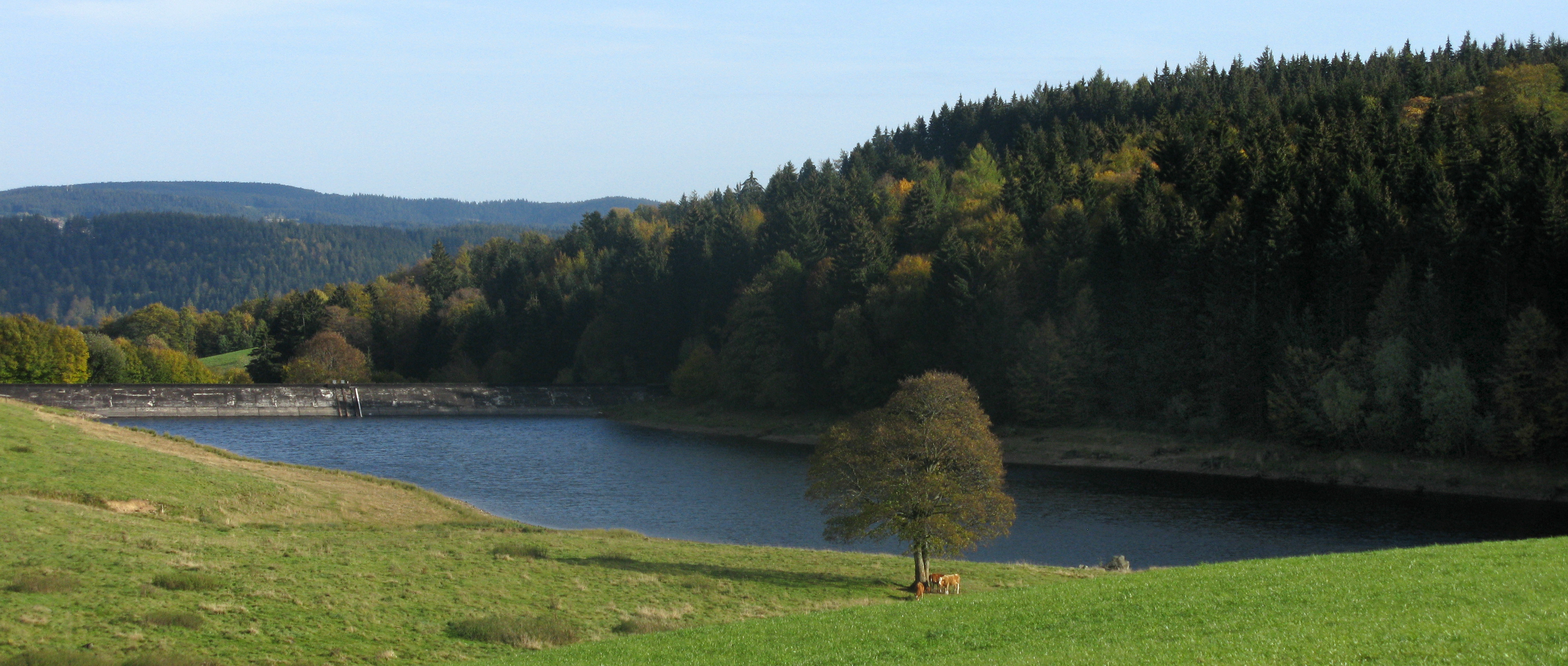
Plattensee
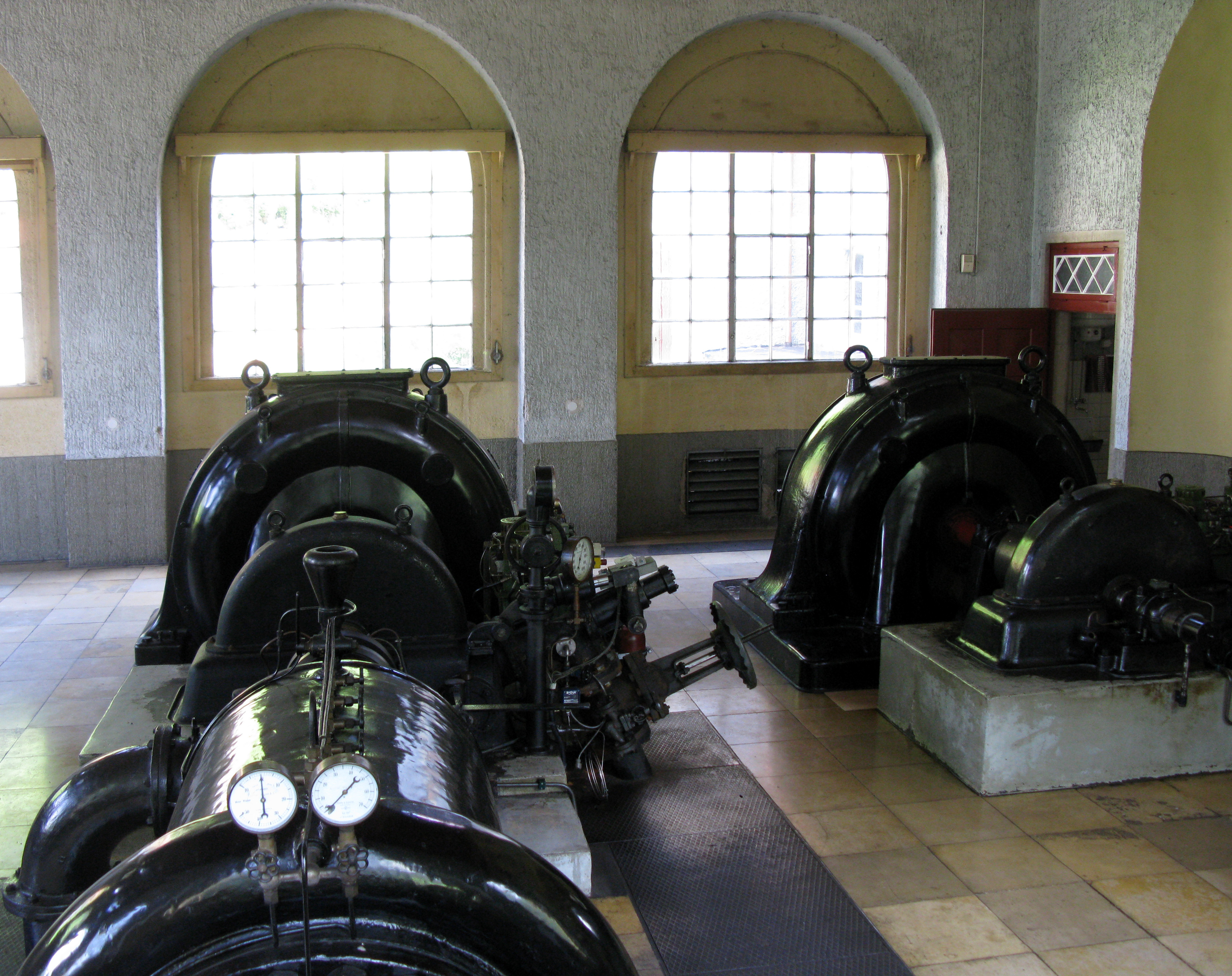
Im Maschinenhaus

## Trivia
Das damalige Genehmigungsverfahren benutzte den Ausdruck „Sonntagswasser“; das nach einem genauen Zeitplan über das Wochenende aufgestaute Wasser sollte größtenteils natürlich abfließen und den Sonntagsausflüglern an den Zweribachwasserfällen ein ungeschmälertes Naturerlebnis bieten.